# NGC 2991
إن جي سي 2991 التي يرمز لها بالرمز NGC 2991، هي مجرة، في كوكبة الأسد.

## الاكتشاف
اكتشفت في 24 فبراير 1827، بواسطة جون هيرشل.